# بندرگاه

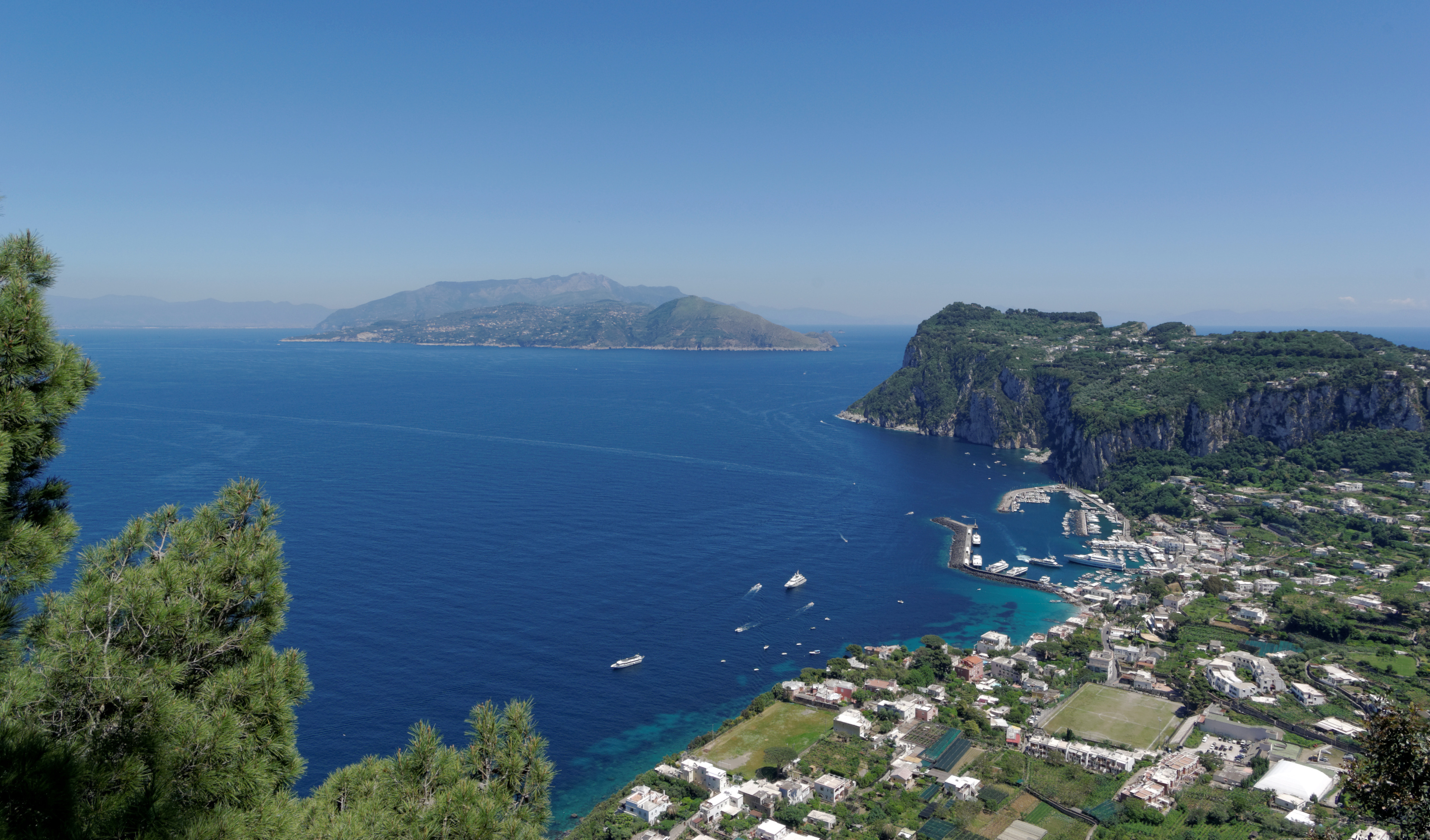
بندرگاه کاپری در ایتالیا

بندرگاه (به انگلیسی: Harbor) به محدوده‌ای از یک بندر می‌گویند که در آن تأسیساتی برای دسترسی به کشتی‌های بزرگ یا پهلوگیری آنها در کرانه دریا ایجاد شده باشد. این تأسیسات ممکن است طبیعی یا مصنوعی یا ترکیبی از این دو باشد؛ مثل بندر ماهشهر.
بندرگاه یک پهنه آبی کنار ساحل که دارای عمق کافی برای ورود کشتی‌هاست و با توجه به موقعیت آن کشتی‌ها را از باد و امواج محفوظ می‌دارد که معمولاً مجهز به باراندازها، اسکله‌ها، لنگرگاه‌ها و تعمیرگاه‌هاست. بندرگاهی که به سبب بازبودن به روی آب‌های آزاد تحت تأثیر کِشَند قرار دارد بندرگاه کِشَندی نامیده می‌شود.
برخی از بندرگاه‌ها طبیعی‌اند و بخاطر شکل و تورفتگی ساحل جایگاهی مناسب به عنوان پناهگاه شناورها فراهم می‌آورند. بندرگاه سیدنی در استرالیا از جمله مشهورترین بندرگاه‌های طبیعی جهان است.
لَنگَرگاه محل لنگر انداختن شناورها در کنار ساحل دریا یا دریاچه است. لنگرگاه‌ها معمولاً محل‌هایی حفاظت شده‌اند که در آن کشتی‌ها و قایق‌ها از آسیب امواج و توفانها در امانند. در ورودی بندرگاه معمولاً محلی با بویه‌ای (شناور) زرد مشخص می‌شود و کشتی‌ها در آنجا لنگر می‌اندازند تا مقررات قرنطینه در مورد آنها اعمال شود و به این محل لنگرگاه قرنطینه گفته می‌شود.
برای تخلیهٔ بخشی از بار و سبک‌سازی کشتی‌های اقیانوس‌پیمایی که به دلیل ارتفاع آبخور در بندرگاه می‌مانند و نمی‌توانند پهلو بگیرند از نوعی دوبه به نام سبک‌ساز lighter استفاده می‌شود.

## نگارخانه

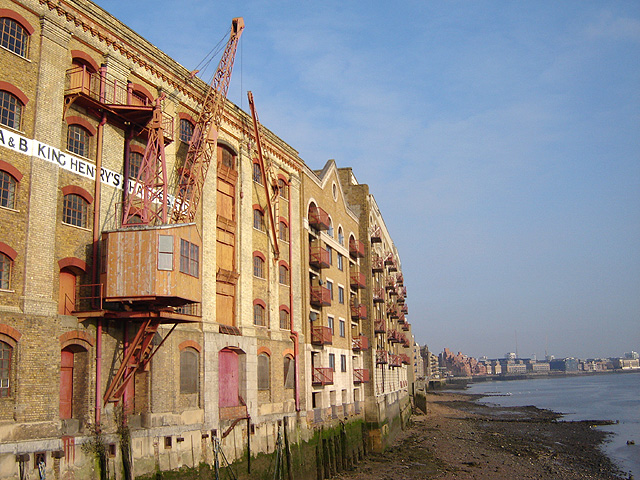
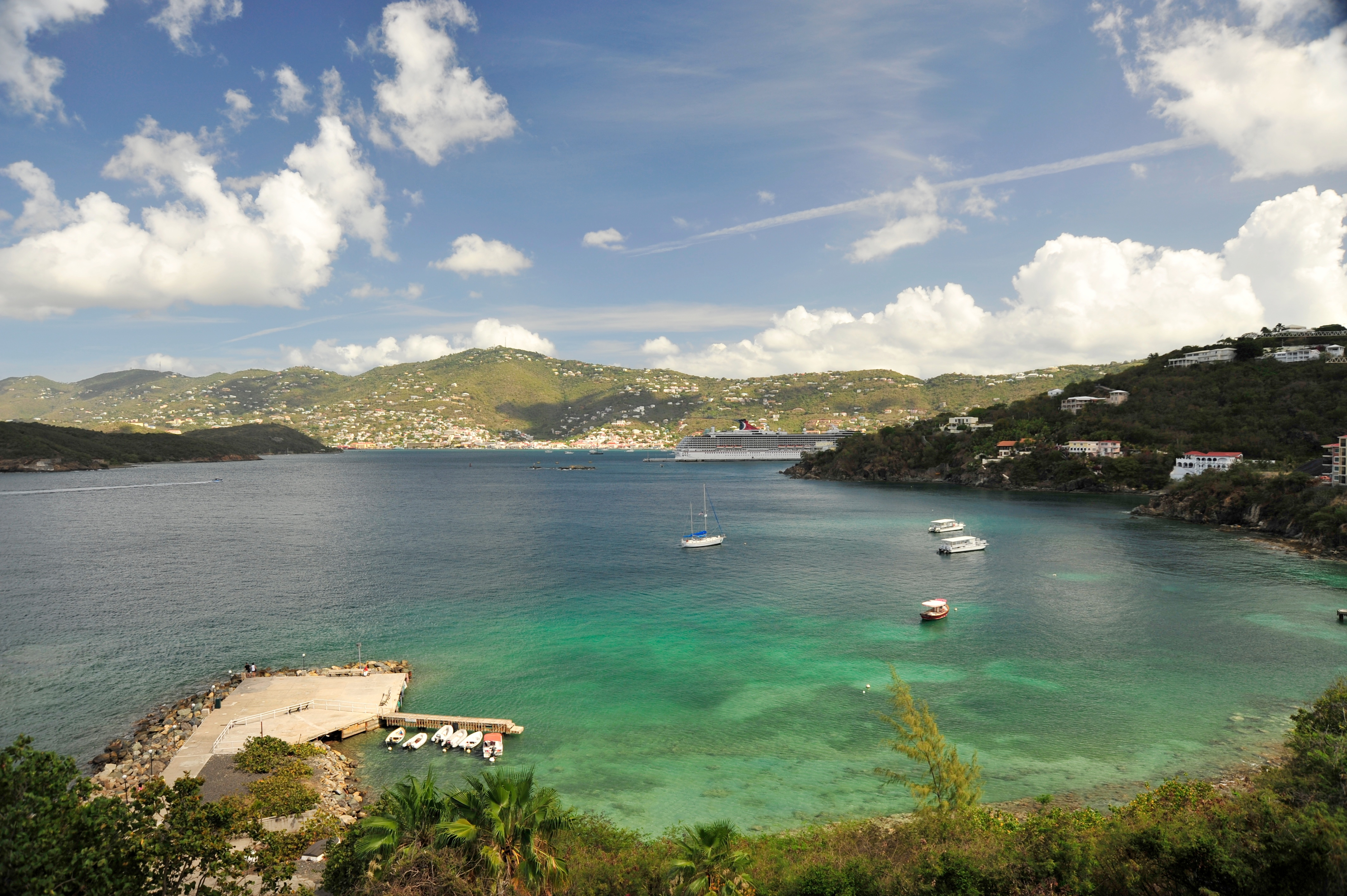
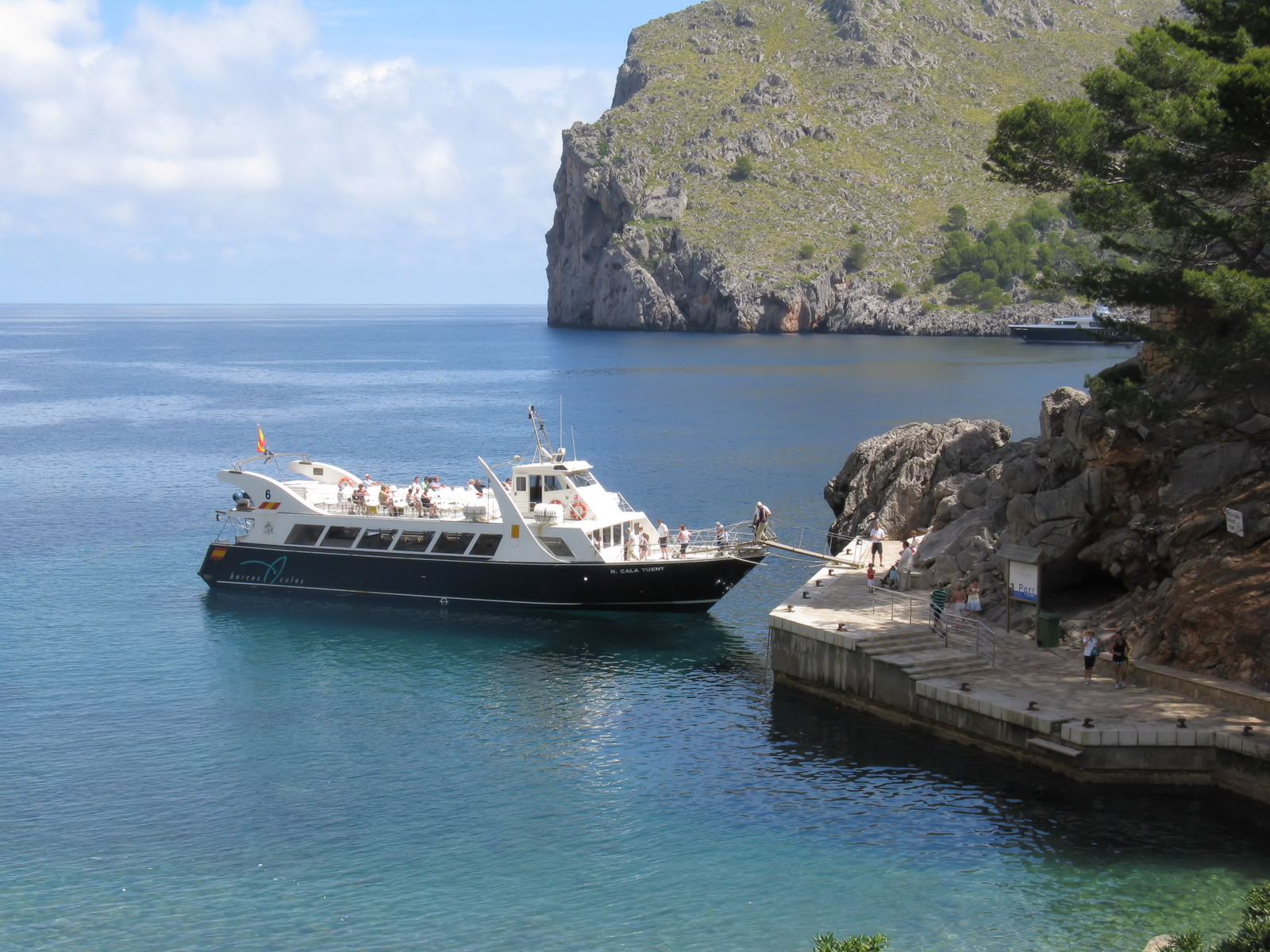